# Копор'є (село, Ленінградська область)
Копор'є, також Капор'є, колишня назва — Капуріє, (фін. Kaprio, іжор., вод. Kabrio, швед. Caporie) — село в Ломоносовському районі Ленінградської області Російської Федерації.  Адміністративний центр Копорського сільського поселення. До складу цього поселення входить також селище при станції Копор'є. Неформальна столиця фіно-угорської країни Іжорія, також один із центрів водського національного руху. 

## Географія
Населений пункт розташований на західній околиці міста Санкт-Петербурга за 12 км на південь від Копорської губи Фінської затоки.

## Історія
Населений пункт розташований на історичній землі Іжорія. Вперше згадується в новгородських літописах в 1240 році, коли німецькі лицарі Лівонського Ордену побудували в Копорському погості дерев'яне укріплення-град (закладено в 1237 році).

## Сучасний стан
Згідно із законом від 24 грудня 2004 року № 117-оз належить до муніципального утворення Копорське сільське поселення.

## Населення
| 1862 | 2007  | 2010  |
| ---- | ----- | ----- |
| 260  | ↗1723 | ↗1741 |

## Уродженці
- Сєров Михайло Олександрович (1904—1971) — майор РА, учасник нацистсько-радянської війни, Герой Радянського Союзу.

## Цікаві факти
Від назви цього села походить назва рослини «кіпрей» (Хаменерій вузьколистий), листя якої тут в попередні часи заготовляли у великих кількостях для підробки китайського чаю.